# 「撐香港要自由」演唱會
「撐香港要自由」演唱會，是指由約三十個台派團體組成的「守民主護台灣大聯盟」，於2019年11月17日在臺北市自由廣場舉辦的演唱會，以音樂會及短講形式聲援反對逃犯條例修訂草案示威。

## 過程
演唱會表演嘉賓包括滅火器樂團、董事長樂團、朱頭皮蕭福德樂團、大支、陳明章 、劉劭希、拍謝少年等人。另外，大會也邀請黃之鋒拍攝一段影片，感謝台灣對香港的支持。黃之鋒在影片表示，香港「一國兩制」已經變成「一國1.5制」，完全是騙人的。
現場有人向民眾發送免費寫有「香港加油」的布巾，不少人把此布巾戴在頭上。不少民眾手中拿著紅色「撐」字的牌子，表示支持香港。還有民眾舉著「活著 就有希望」的標語。
演唱會於傍晚5時40分準時開始，滅火器樂團率先上台，於當晚首唱和林夕合作的新歌《雙城記》，希望憑藉音樂的力量來支持香港人。接著還唱了「晚安台灣」以及「島嶼天光」，一共演唱3首歌曲。滅火器樂團主唱楊大正表示，很開心看到這麼多人站出來，喊道「獻給台灣，獻給香港，獻給所有勇敢的靈魂」。
音樂人朱約信（豬頭皮）、蕭福德接續在滅火器樂團後上台，演唱「台東人」、for more Formosa、Be Water等3首歌曲，其中Be Water是朱約信為支持香港特別創作的作品。
台灣法律學者吳豪人也上台發表演講，回憶當年看到「64天安門事件」時，他人在當兵，當時整個營區都沸騰。吳豪人說今日再次目睹中國共產黨指揮香港警察，並直指中國共產黨“恬然無恥的持續攻擊、殺戮、強盜香港的學生跟人民”。
音樂人也將為香港所創作的歌曲，集結成音樂專輯「撐」，專輯內容收錄不同撐港歌手的自發創作，主辦單位準備了1000張的實體專輯在現場義賣，朱約信上台時強調，販賣所得將全數捐給香港612人道支援基金。

## 後續
在台南市議會支持下，撐香港要自由演唱會於在22日加開台南場，晚間7點在花園夜市舉行。

## 資料來源
1. 1 2  . 大紀元 www.epochtimes.com. 2019-11-16  [2020-01-02]. （原始内容存档于2021-02-23） （中文（臺灣））.
2. ↑  . 自由電子報. 2019-11-17  [2020-01-02]. （原始内容存档于2020-09-06） （中文（臺灣））.
3. 1 2 3 4 5  . www.peoplenews.tw. 2019-11-16  [2020-01-02]. （原始内容存档于2020-09-06） （中文（臺灣））.
4. 1 2 3 4 5 6  . www.cna.com.tw.   [2020-01-02]. （原始内容存档于2019-11-28） （中文（臺灣））.
5. 1 2  . 大紀元 www.epochtimes.com. 2019-11-17  [2020-01-02]. （原始内容存档于2020-01-02） （中文（臺灣））.
6. ↑  . www.cna.com.tw.   [2020-01-02]. （原始内容存档于2020-09-20） （中文（臺灣））.